# Pico Technology
Pico Technology és un fabricant britànic d'oscil·loscopis basats en PC d'alta precisió i equips de diagnòstic d'automòbils, fundat el 1991. La seva gamma de productes inclou la línia PicoScope d'oscil·loscopis basats en PC, registradors de dades, equips d'automoció i, més recentment, oscil·loscopis de mà basats en USB. Des dels seus inicis l'any 1991, Pico Tech ha estat investigant i desenvolupant oscil·loscopis basats en PC, quan l'estàndard del mercat eren els oscil·loscopis d'emmagatzematge analògic. Pico Technology és un dels dos fabricants europeus d'abast i competeix a l'extrem baix i mitjà del mercat d'instrumentació.
Pico Technology va guanyar el premi The Queen's Award for Enterprise l'any 2014 (comerç internacional) i va ser nomenat "actor clau" al mercat global d'instruments de mesura i prova electrònica pels analistes de la indústria global. El seu equip es considera "una alternativa moderna als tradicionals i costosos equips de prova i mesura de sobretaula", i que "costen una part dels oscil·loscopis i analitzadors de motors tradicionals d'automòbil".
L'oscil·loscopi basat en USB de resolució variable PicoScope 5000 va ser votat com el producte de prova i mesura de l'any als Premis Elektra 2013, presentats per Electronics Weekly a Lancaster, Londres. La sèrie també va guanyar el premi DesignVision 2014 per a equips de prova i mesura, presentat per UBM Tech Electronics a la fira DesignCon 2014.
El kit de diagnòstic d'automòbils Pico va ser escollit com les 20 millors eines del 2003 per la revista Motor, el millor producte del 2005 per la revista Commercial Vehicles Workshop, el millor producte del 2002 i el millor producte del 2003 per la revista Professional Motor Mechanic i els seus FirstLook Sensor va guanyar un premi a la innovació per Professional Tool & Equipment News el 2004.

## Productes
Tots els models PicoScope inclouen un generador de funcions integrat o un generador de formes d'ona arbitraris, activació, mesures automàtiques amb estadístiques, un mode d'anàlisi de l'espectre de transformada de Fourier ràpida, matemàtiques de formes d'ona, proves de límit de màscara i descodificació en sèrie per a I2C, SPI, UART, CAN, LIN i FlexRay.
Els oscil·loscopis USB 2.0 de Pico Tech estan disponibles amb amplades de banda de fins a 1 GHz, fins a 4 canals d'entrada, resolucions verticals de maquinari de fins a 16 bits, velocitats de mostreig de fins a 5 GS/s, mides de memòria intermèdia fins a 2 GS i generadors de senyal integrats.
Els oscil·loscopis USB 3.0 SuperSpeed de Pico Tech ofereixen fins a 500 Ample de banda MHz (1,25 Gsample/s) en quatre canals i 2 GS de memòria intermèdia compartida entre els canals. Pico Tech ha rebut diverses acreditacions per desenvolupar el primer oscil·loscopi basat en PC USB 3.0 del món.
La sèrie PicoScope 6000 es considera un "oscil·loscopi de memòria profunda" i utilitza l'acceleració de maquinari per proporcionar velocitats ràpides d'actualització de la pantalla a l'ordinador. El motor d'acceleració de maquinari de la sèrie 6000 pot processar fins a 5 mil milions de mostres per segon, aproximadament dos ordres de magnitud més ràpid que el que es podria processar en una CPU típica de PC.
La sèrie PicoScope 9000 d'"scopes de mostreig" assoleix un 12 GHz i fins i tot una freqüència de mostreig de 20 GHz i s'utilitzen sovint per analitzar els estàndards de comunicacions elèctriques i la integritat del senyal (SI) principal. Aquests oscil·loscopis funcionen conjuntament amb el programari PicoScope per a PC que admet més de 70 estàndards sèrie, inclosos RapidIO, PCI Express i Serial ATA.